# Repentigny (Calvados)
Repentigny település Franciaországban, Calvados megyében. Lakosainak száma 101 fő (2022. január 1.). Repentigny Auvillars, Beaufour-Druval, Léaupartie és Rumesnil községekkel határos.

## Népesség
A település népessége az elmúlt években az alábbi módon változott:
| Lakosok száma | 56   | 52   | 69   | 92   | 89   | 90   | 89   | 96   | 100  | 101  |
|               | 1968 | 1982 | 1990 | 2006 | 2013 | 2015 | 2017 | 2019 | 2020 | 2022 |